# Felsenspringer (Insekten)
Die Felsenspringer (Archaeognatha, veraltet manchmal auch Microcoryphia genannt) sind eine Unterklasse der Insekten (Insecta). Von den 450 bekannten Arten der Gruppe sind 15 auch in Deutschland verbreitet, die alle den Machilidae zugeordnet werden.

## Merkmale

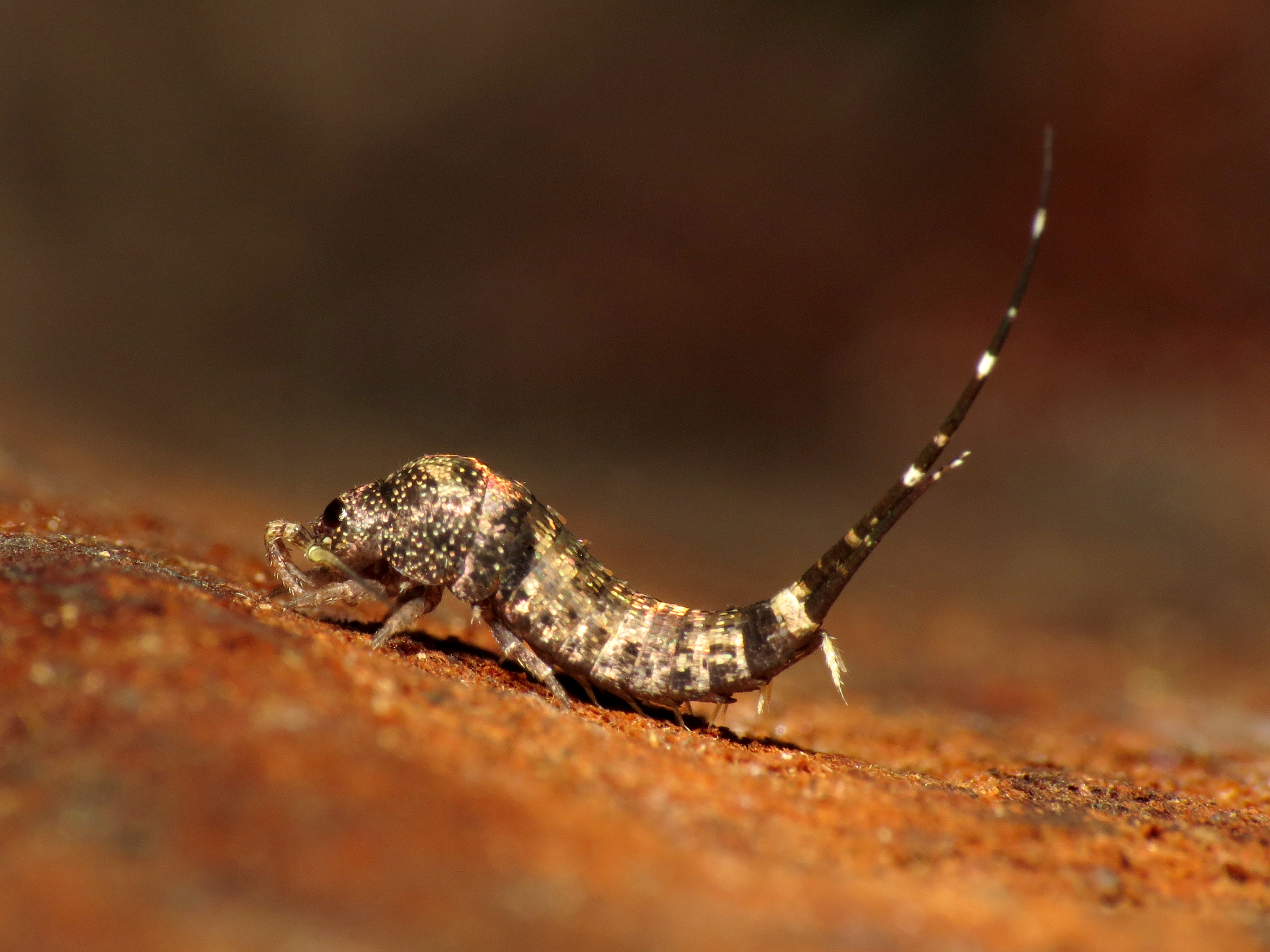
Nahaufnahme eines Felsenspringers, Rock Creek Park, USA

Die meisten Arten werden 9 bis 18 mm lang, die Art Machilis ingens erreicht eine Gesamtlänge von etwa 23 mm.
Der Körper der Felsenspringer ist mit meist glänzenden Schuppen besetzt, auffällig sind die großen Facettenaugen, die sich in der Mitte auf dem Kopf treffen. Die Antennen sind sehr lang und können bis zu 250 Einzelglieder haben. Ebenfalls auffallend sind die langen, als Mundwerkzeuge dienenden Labialtaster.
Das zweite bis neunte Segment des Hinterleibs (Abdomen) trägt jeweils einen paarigen, beweglichen Extremitätenrest (Stylus) sowie flache Coxopodite. Die ersten sieben Hinterleibssegmente besitzen zudem sogenannte Coxalbläschen, die paarig angelegt und ausstülpbar sind. Am Hinterleib tragen die Tiere drei lange und vielgliedrige Schwanzanhänge, bestehend aus den paarigen Cerci und dem unpaaren Terminalfilum.

## Lebensweise

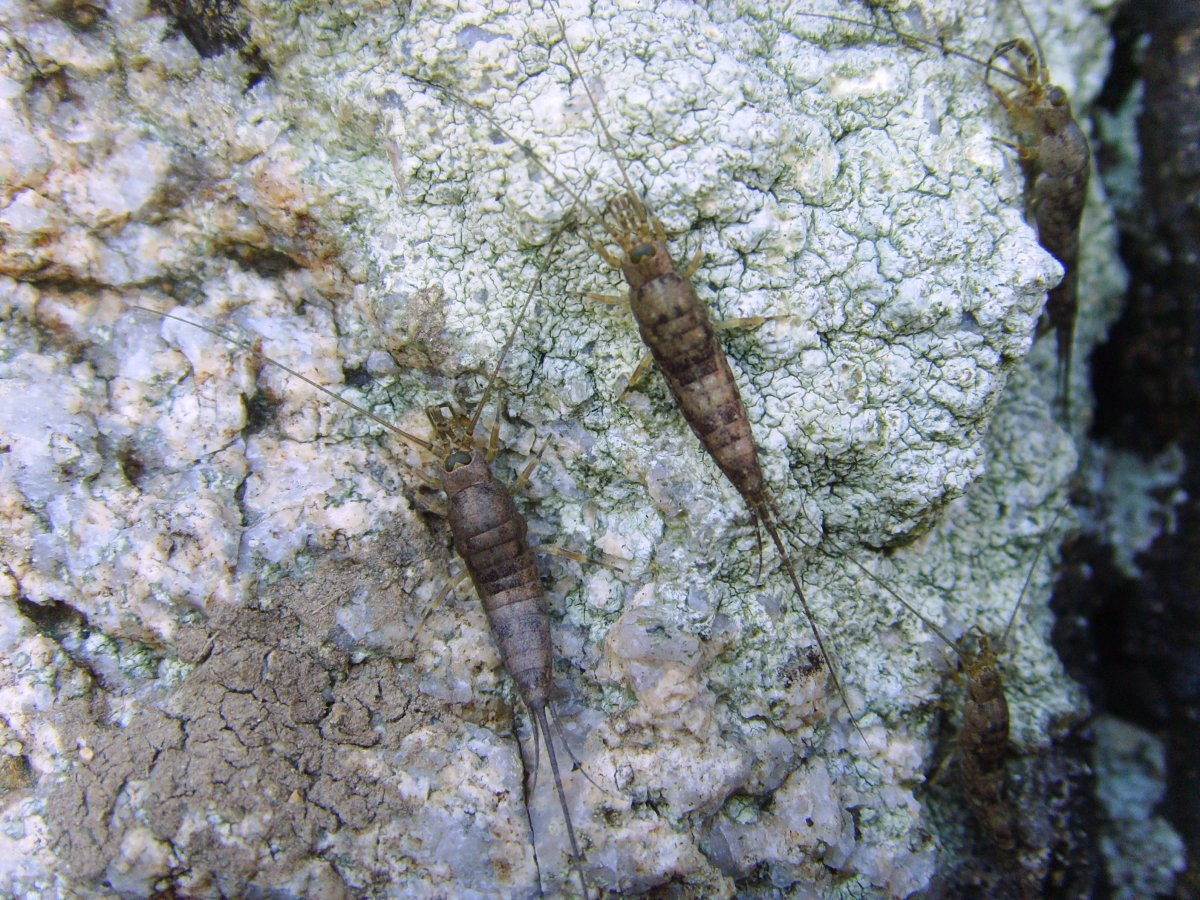
Vier Exemplare der Art Petrobius maritimus in der französischen Bretagne

Die Arten der Felsenspringer finden sich vor allem in feuchten und steinigen Gebieten, etwa in der Spritzwasserzone des Meeres oder an Felshängen, an Moospolstern und unter Baumrinden. Sie ernähren sich von Algen, Flechten und organischen Stoffen. Ihren Namen haben sie von ihrem beachtlichen Sprungvermögen, wobei sie sich mit Hilfe ihrer Schwanzanhänge (Terminalfilum und Cerci) und den Beinen vom Boden abstoßen.

## Systematik

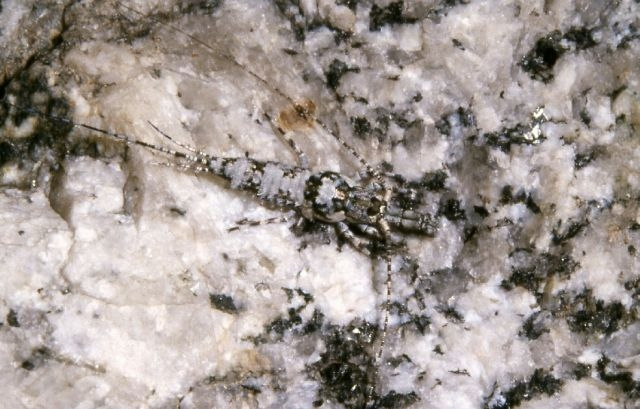
Felsenspringer finden sich im Gebirge auch auf kahlen Felsflächen

Die Ordnung der Felsenspringer  umfasst derzeit nur eine allgemein anerkannte rezente Überfamilie:  Machiloidea Handlirsch (1903), mit den beiden rezenten Familien Machilidae und Meinertellidae.
Die ehemalige Überfamilie Triassomachiloidea Sturm & Bach (1993),  die für eine fossile Art, Triassomachilis uralensis, gefunden in einem Bohrkern aus der Trias in der Republik Baschkortostan im europäischen Russland, aufgestellt wurde, ist nicht mehr valide: Die fossile Art wurde bei einer Neubearbeitung als zu den Eintagsfliegen gehörig erkannt und als Mesoneta minuta Sinitshenkova, 2000 neu beschrieben.
Die Tiere stellen die ursprünglichste Gruppe der echten Insekten (nach anderer Literatur auch der Ectognatha (Freikiefler)) dar. Anders als alle folgenden Gruppen besitzen sie ein einteiliges Mandibelgelenk, während sich bei den höheren Taxa ein zweites Gelenk ausgebildet hat und so eine dikondyle Mandibel bildet. Entsprechend werden die Felsenspringer als Archaeognatha („Altkiefertiere“) und die folgenden Gruppen als Dicondylia bezeichnet. Ihre nächsten Verwandten außerhalb der Fluginsekten (Pterygota) sind vermutlich die Fischchen i. w. S. (Zygentoma).
Unter den fossilen Belegen ist die in eozänem Baltischen Bernstein vorkommende Art Machilis diastatica bemerkenswert, da diese sich morphologisch praktisch nicht von der rezenten Machilis polypoda unterscheidet. Somit existiert zumindest diese Art, vermutlich aber auch andere Vertreter der Familie Machilidae seit rund 50 Millionen Jahren nahezu unverändert.

### Arten in Mitteleuropa
Im Folgenden ist eine Auswahl der in Mitteleuropa beheimateten Arten zu finden:
- Machilinae Grassi, 1888
  - Dilta hibernica (Carpenter, 1907)
  - Lepismachilis notata Stach, 1919
  - Lepismachilis rozsypali Kratochvil, 1945
  - Lepismachilis y-signata Kratochvil, 1945
  - Machilis annulicornis Latreille, 1832
  - Machilis engiadina Wygodzinsky, 1941
  - Machilis distincta Janetschek, 1949
  - Machilis germanica Janetschek, 1953
  - Machilis helleri Verhoeff, 1910
  - Machilis lehnhoferi Riezler, 1941
  - Machilis oudemansi Wygodzinsky, 1945
  - Machilis strebeli Wygodzinsky, 1941
  - Machilis tirolensis Verhoeff,1910
  - Trigoniophthalmus alternatus (Silvestri, 1904)
- Petrobiinae Reck 1952
  - Petrobius brevistylis Carpenter, 1913
  - Petrobius maritimus Leach, 1809